# Valdemar de Suecia
Valdemar Birgersson, o Valdemar I de Suecia (1243-Nyköping, 1302) fue rey de Suecia desde 1250 hasta 1275. Era hijo del regente Birger Jarl y de la princesa sueca Ingeborg Eriksdotter. Se puede considerar como el primer rey de una Suecia unificada después del fin de los conflictos entre facciones rivales.

## Biografía
Sucedió en el trono a su tío Erico XI Eriksson en 1250, cuando apenas contaba con siete años de edad. Valdemar descendía de cuatro familias muy poderosas: su abuelo paterno, Magnus Minnisköld, pertenecía a la Casa de Bjälbo, y había caído en batalla contra la Casa de Sverker. Su abuela paterna era Ingrid Ylva, quien pertenecía a la Casa de Sverker. Su abuelo materno era el rey Erik X Knutsson y su abuela materna Riquilda de Dinamarca, hija de Valdemar I de Dinamarca.
Fue coronado en 1251 en la catedral de Linköping. Si bien Valdemar era el rey, su edad le impedía gobernar, y su padre Birger Jarl ejercía el poder de facto en calidad de regente.
Durante el reinado de Valdemar, ocurrió el levantamiento de Felipe Knutsson y Felipe Magnusson; estos eran pretendientes del trono sueco, y reunieron un ejército compuesto de mercenarios noruegos y alemanes, pero fueron derrotados por Birger Jarl.
En 1260 contrajo nupcias en Jönköping con la princesa Sofía de Dinamarca, hija del rey danés Erico IV.
Después de la muerte de Birger Jarl, el gobierno se debilitó. Valdemar se encargó de tener varias aventuras sentimentales. Tuvo varias amantes, entre las cuales estuvo su propia cuñada, la princesa Jutta de Dinamarca, una antigua religiosa con la que tuvo un hijo ilegítimo.
Los tres hermanos del rey, Magnus, Erik y Bengt alimentan el descontento provocado en el país por la conducta privada escandalosa de su hermano. El Papa Gregorio X ordena que la religiosa se interne en un convento sueco, y Valdemar realiza un viaje a Roma con el propósito de obtener el perdón del Papa. A su regreso a Suecia, entró en un conflicto con su hermano, Erik, por ciertos motivos de herencia. Erik buscó el apoyo del noble Johan Filipsson, pero solo consiguió que ambos fueran encarcelados. Después de fugarse de prisión, Erik se acercó a su hermano, Magnus, en busca de ayuda contra Valdemar. La unión de Erik y Magnus provocó un levantamiento en el país, y ambos hermanos consiguieron inmiscuir en su causa al rey Erico V de Dinamarca. Con la ayuda de soldados daneses y alemanes, Magnus y Erik derrotaron a Valdemar en la batalla de Hova. Valdemar y Sofía huyeron hacia Noruega. Su hermano Magnus Ladulás tomó el poder y posteriormente fue elegido rey.
En el año 1277, Valdemar logró recuperar todo el sur de Suecia, gracias al apoyo del rey de Dinamarca, que ahora estaba en conflicto con Magnus Ladulás. Sin embargo, Valdemar renunció a su pretensión al trono y reconoció como su soberano a Magnus.
Valdemar estuvo presuntamente implicado en un levantamiento para derrocar a Magnus. Por ese motivo fue despojado de sus tierras, tuvo que hacer un juramento sobre su renuncia al trono, y fue exiliado hacia Dinamarca, donde permaneció nueve años. Entre 1284 y 1285, se aposentó en la ciudad de Malmö.
Desde Malmö comenzó a conspirar nuevamente contra Magnus Ladulás, por lo este lo encarceló en el castillo de Nyköping en 1288, donde falleció en 1302.
Valdemar Birgersson fue sepultado en el convento benedictino de Vreta, en la provincia de Ostrogotia.

## Familia
Hijos con Sofía Eriksdotter de Dinamarca:
1. Erik (fallecido en 1261)
2. Ingeborg (1261 o 1263-1290 o 1292): condesa de Holstein como la esposa del conde Gerardo II de Holstein.
3. Erik Valdemarsson (1272-1330): heredero presunto de Suecia.
4. Marina Valdemarsdotter (murió después de 1285): casada con el conde Rodolfo de Diepholtz.
5. Riquilda: esposa del duque Premislao II de Polonia.
6. Margarita: monja en un convento en Skänninge.

Tuvo varias amantes. La más conocida fue su cuñada, Jutta de Dinamarca, con la que tuvo un hijo. También se menciona a una Cristina de Dinamarca, a Catalina de Gützkow, y a una mujer de nombre Lucrardis, aunque con alguna de estas pudo haber contraído matrimonio.